# Meriones rex
Meriones rex (Меріонес королівський) — вид гризунів підродини Піщанкові родини мишеві (Muridae).

## Поширення
Країни поширення: Саудівська Аравія, Ємен. Живе на висотах від 1350 до 2200 метрів над рівнем моря, переважно у великих норах серед чагарників, надаючи перевагу піднятим районам, що межують із сільськогосподарськими землями, хоча вид може бути знайдений у різних середовищах існування. 

## Звички
Активний увечері і рано вранці. Нори використовуються спільно з іншими гризунами і ящірками.

## Загрози та охорона
Це адаптований вид, без будь-яких значних загроз. Невідомо, чи цей вид зустрічається в будь-якій з охоронних територій.